# Бузалета (Ђенова)
Бузалета је насеље у Италији у округу Ђенова, региону Лигурија.
Према процени из 2011. у насељу је живело 75 становника. Насеље се налази на надморској висини од 462 м.